# Arrhenatherum elatius subsp. bulbosum
Sous-espèce
Arrhenatherum elatius subsp. bulbosum (fromental bulbeux ou avoine à chapelet), est une sous-espèce de plantes monocotylédones de la famille des Poaceae, sous-famille des Pooideae, originaire du bassin méditerranéen.
Ce sont des  plantes herbacées vivaces, cespiteuses, aux tiges dressées pouvant atteindre 150 cm de long, et aux inflorescences en panicules ouvertes.
Cette sous-espèce se caractérise par la formation de cormes ou tubercules dans les entrenœuds inférieurs des tiges. C'est une mauvaise herbe des cultures, qui se reproduit aussi bien de manière végétative (par les rhizomes et les cormes) que par les graines.

## Noms vernaculaires
Arrhénathère bulbeuse, avoine à chapelets, avoine bulbeuse, avoine élevée, fenasse, fromental bulbeux, chiendent à boules,.

## Synonymes
Selon Catalogue of Life (5 octobre 2017) :
- Arrhenatherum avenaceum var. bulbosum (Willd.) Hartm.
- Arrhenatherum bulbosum (Willd.) C.Presl
- Arrhenatherum bulbosum var. variegatum Hitchc.
- Arrhenatherum elatius var. bulbosum (Willd.) Spenn.
- Arrhenatherum elatius f. bulbosum (Willd.) T.Koyama
- Arrhenatherum elatius f. striatum F.T.Hubb.
- Arrhenatherum elatius var. tuberosum (F.W.Schultz) Thiel
- Arrhenatherum tuberosum F.W.Schultz
- Avena bulbosa Willd.
- Avena elatior subsp. bulbosa (Willd.) Litard.
- Avena elatior var. bulbosa (Willd.) St.-Amans
- Avena elatior var. tuberosa (F.W.Schultz) Asch.
- Avena tuberosa Gilib., opus utique oppr.
- Holcus avenaceus var. bulbosus (Willd.) Gaudin
- Holcus bulbosus (Willd.) Schrad.